# Aimer (chanson)
Pour les articles homonymes, voir Aimer.
Singles de Damien Sargue et Cécilia Cara
Les Rois du monde
(2000)
Aimer est un single sorti en 2000. Il est interprété par Damien Sargue et Cécilia Cara.
C'est le premier extrait de la comédie musicale Roméo et Juliette, de la haine à l'amour qui sera lancée l'année suivante.
La chanson scelle le mariage secret de Roméo et Juliette et le premier acte de la comédie musicale.
Cinq versions sont enregistrées avant d'aboutir à la version finale.
Aimer se classe no 2 dans les meilleures ventes deux semaines après sa sortie. Elle est souvent jouée lors des mariages et c'est la 5e meilleure vente de l'année en France,.
Dans la reprise du spectacle en 2010, Roméo et Juliette : Les Enfants de Vérone, la chanson est toujours interprétée par Damien Sargue mais en duo avec Joy Esther qui a repris le rôle de Juliette.

## Versions internationales
La comédie musicale et sa chanson phare ont été traduites en plusieurs langues. Si l'idée générale (le grand duo romantique qui vient clore le premier acte) est commune à chaque version, les paroles diffèrent souvent radicalement.
- Andrew Bevis et Lorna Want — These Are my Rivers (anglais)
- Ángelo Saláis et Melissa Barrera — Te amo (espagnol / Mexique)
- Lukas Perman et Marjan Shaki — Liebe (allemand / Autriche)
- Davy Gilles et Veerle Casteleyn — Liefde (néerlandais)
- Attila Dolhai et Dóra Szinetár — Szívből szeretni (hongrois)
- Andrey Alexandrin et Sopho Nijaradze — Благословение (russe)
- Shirota Yu et Rina Frank — エメ (japonais)
- Davide Merlini et Giulia Luzi — Ama e cambia il mondo (italien)
- Im Tae-Kyung et Kim So-Hyun — Salanghandaneungeon / 사랑한다는건 (coréen)